# Biecz
Biecz (['bʲɛt͡ʂ] ) ist eine polnische Stadt im Powiat Gorlicki in der Woiwodschaft Kleinpolen. Sie ist Sitz der gleichnamigen Stadt-und-Land-Gemeinde mit etwa 16900 Einwohnern.

## Geographie
Biecz liegt 36 km westlich von Krosno und 100 km östlich von Krakau im Jasło-Krosno-Becken am Fluss Ropa.
Die Stadt Biecz unterteilt sich in die Stadtteile Belna, Załawie, Harta, Wapniska und Kurpiel.

## Geschichte

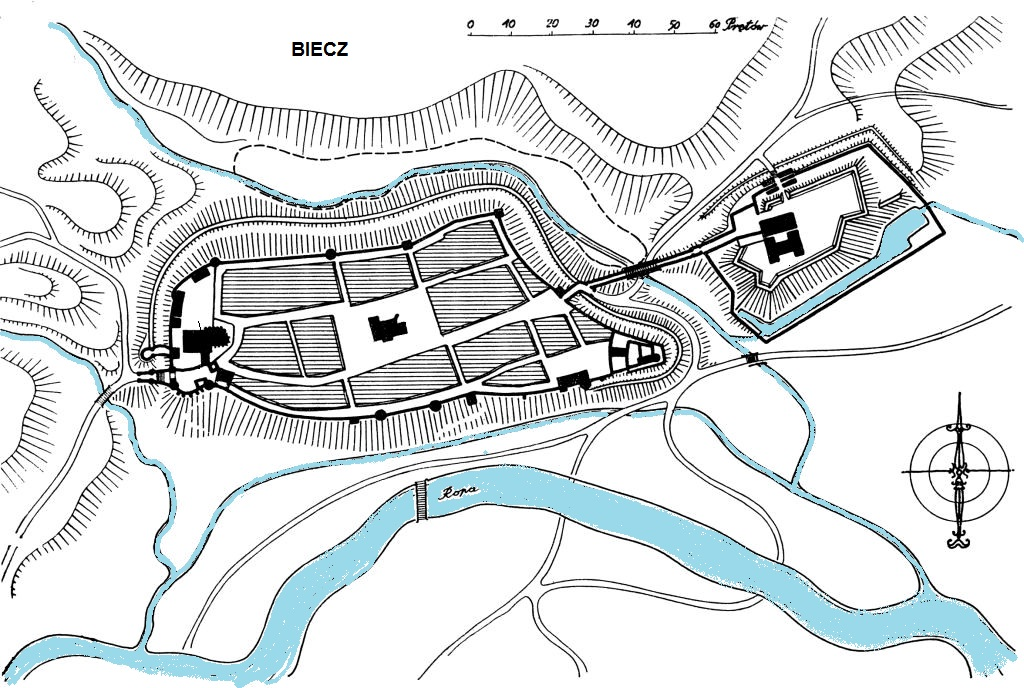
Biecz im Mittelalter

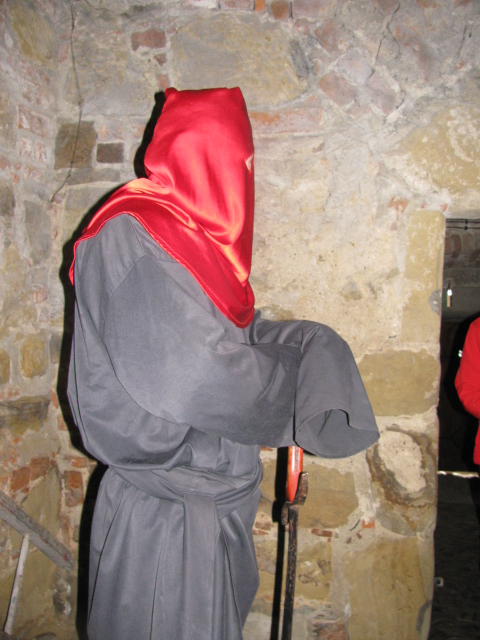
Scharfrichter in Biecz

Der Name, ursprünglich Biejecz (abgeleitet vom Personennamen Biejek) wurde als Beyech (1123–1125)/1275, Beic (1243), Bech (1274), Beyche (1278), Begecz (1306–1308), Beecz (1374), Beycz (1381), Beecz (1401), Byecz (1496), Biecza (1564), W Beycu (1657), Biecz (1680) urkundlich erwähnt. Im 13. Jahrhundert wurde die damals erbaute örtliche Burg zum Sitz einer Kastellanei. Der Ort lag am Handelsweg zwischen Krakau und Oberungarn, in der ersten Linie Bardejov, deswegen gehörte er, verglichen mit seiner heutigen Bedeutung, wichtigen und größeren Orten Kleinpolens bis zur Mitte des 17. Jahrhunderts. Relativ früh: 1257, wurde Biecz das Stadtrecht verliehen, im Jahr 1363 ins Magdeburger Recht übertragen. Im frühen 14. Jahrhundert gehörte die Stadt zum Bishof Johann Muskata. Zu dieser Zeit folgte ein großer Landesausbau durch die deutschrechtliche Kolonisation in der Umgebung. Im 15. Jahrhundert bildeten zugewanderte deutsche Kolonisten, wie in den benachbarten Dörfern Rozembark und Binarowa (weniger aber auch anwesend in anderen Dörfern wie Strzeszyn, Ołpiny, Święcany, Jodłowa, Racławice, Szerzyny, Wójtowa), einen großen Teil der Einwohnerschaft, z. B. die Mehrheit der Scharfrichter in den Jahren 1388 bis 1398.
In der Zeit der Reformation verbreitete sich besonders unter den deutschsprachigen Stadtbürger (1503 gab es in Biecz ein Benefiziat in der Pfarrkirche für deutsche Prediger) die Lehre von Martin Luther: Marcin Beier, der Altarist der Pfarrkirche und Priester von Binarowa, wurde zur ersten beklagten und zu Gefängnis verurteilten Person Polen-Litauens wegen des Verdachts der Förderung Martin Luthers Ketzerei.
Der Kreis Biecz in der Woiwodschaft Krakau in der polnisch-litauischen Adelsrepublik umfasste Mitte des 17. Jahrhunderts elf Städte und 264 Dörfer. Die Stadt verlor an Bedeutung nach der Schwedischen Sintflut, sogar mehr bei der Ersten Teilung Polens, als Biecz 1772 zum neuen Königreich Galizien und Lodomerien des habsburgischen Kaiserreichs (ab 1804) kam. 1783 wurde der Kreis aufgelöst. Nach der Aufhebung der Patrimonialherrschaft mit Leibeigenschaft war Biecz der Sitz eines Gerichtsbezirks im Bezirk Gorlice. Im Jahr 1884 wurde ein Bahnhof an der Galizischen Transversalbahnlinie eröffnet.
1918, nach dem Ende des Ersten Weltkriegs und dem Zusammenbruch der k.u.k. Monarchie, kam Biecz zu Polen. Unterbrochen wurde dies nur durch die Besetzung Polens durch die Wehrmacht im Zweiten Weltkrieg.
Von 1975 bis 1998 gehörte die Stadt zur Woiwodschaft Krosno.

## Sehenswürdigkeiten

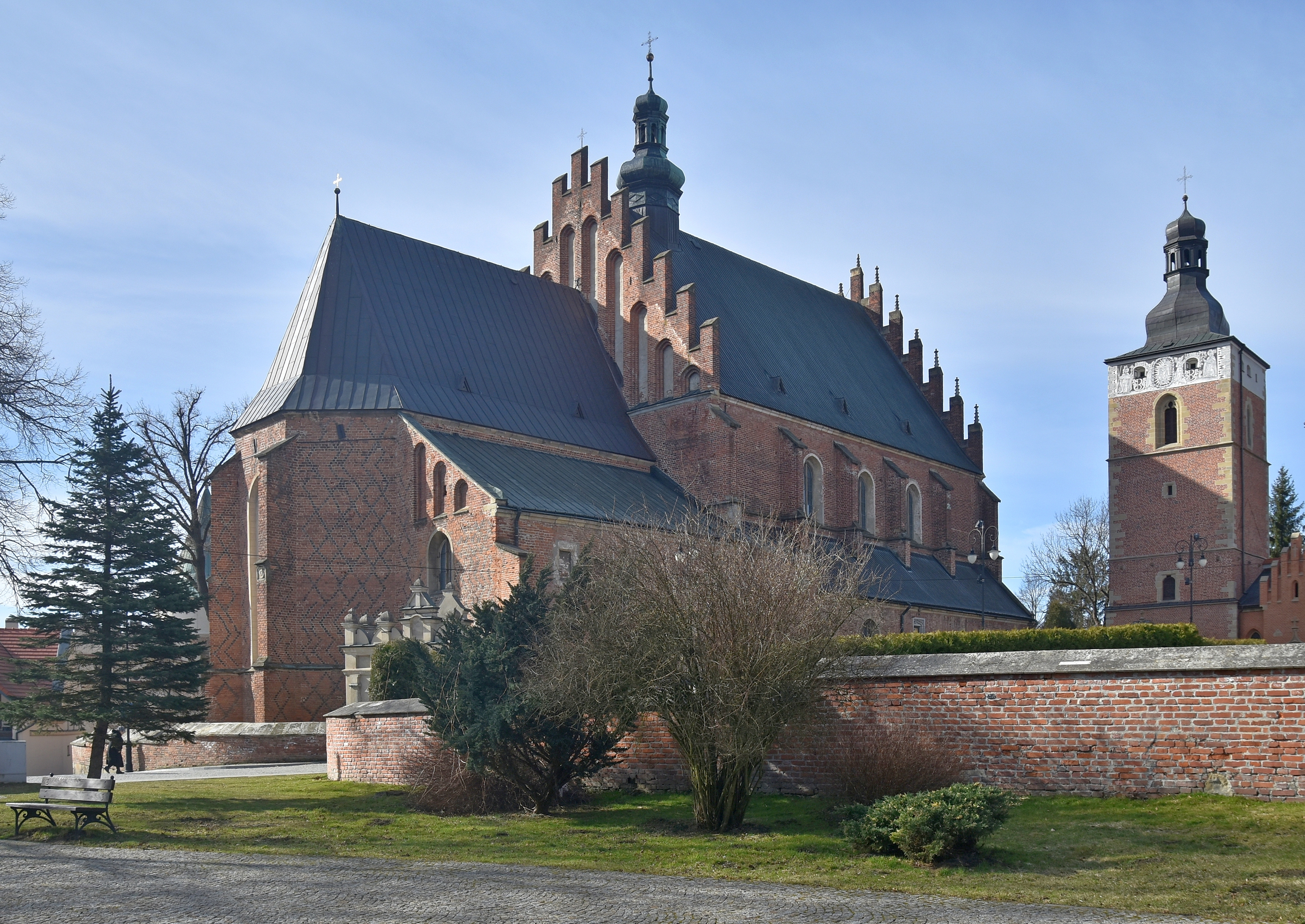
Pfarrkirche

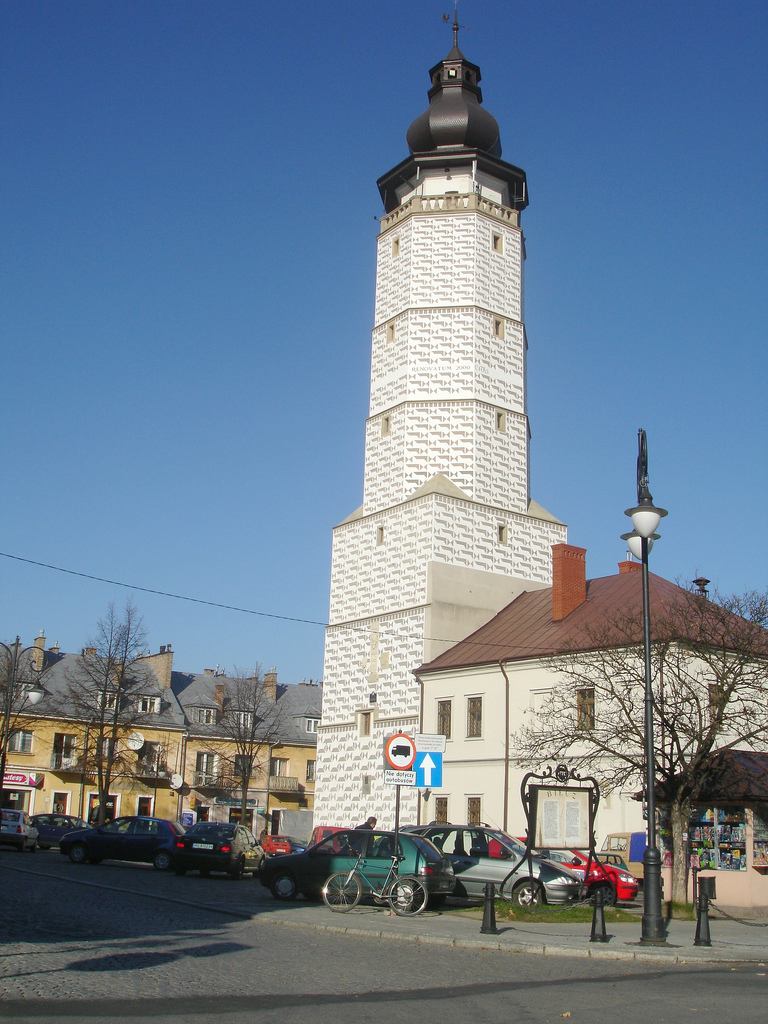
Biecz, Rathaus

Das ehemals von einer Stadtmauer umgebene Zentrum steht unter Denkmalschutz.
- gotische Pfarrkirche aus dem 14. Jahrhundert
- Rathaus aus dem 16. Jahrhundert.

## Gemeinde
Die Gemeinde hat eine Flächenausdehnung von 99,3 km². Zu ihr gehören zehn Dörfer mit Schulzenämtern.

## Söhne und Töchter der Stadt
- Christoph Andreas Johann Szembek (1680–1740), Bischof von Ermland, Sohn des Starosten von Biecz
- Martin Cromer (1512–1589), Bischof von Ermland